# Ahmad ibn Tulun
Ahmad ibn Tulun, född 835, död 884, var en egyptisk härskare och grundare av tuluniderdynastin.
Ahmad ibn Tulun var ursprungligen slav i privat tjänst hos kailfen i Bagdad. Han arbetade sig gradvis uppåt inom abbasidernas administration. 868 kom han i tjänst hos styresmannen i Egypten, och fick dennes uppdrag att självständigt sköta administrationen. Sedan den egentlige styresmannen mördats 870 övertog Ahmad ibn Tulun även formellt styret. 876 lät han uppföra den berömda Ibn Tulun-moskén inom det nuvarande Kairos område. 882 annekterade han Syrien under sitt rike